# Grit Breuer
Grit Breuer (Röbel, Alemania, 16 de febrero de 1972) es una importante atleta alemana, especialista en la prueba de 4 x 400 m, en la que ha logrado ser campeona mundial en 1997.

## Carrera deportiva
En el Mundial de Atenas 1997 ganó la medalla de oro en el relevo 4x100 metros, quedando por delante de las estadounidenses y jamaicanas, y siendo sus compañeras de equipo: Anke Feller, Uta Rohländer y Anja Rücker.
Cuatro años más tarde, en el Mundial de Edmonton 2001 ganó la medalla de plata en el relevo de 4 x 400 metros, con un tiempo de 3:21.97 segundos, tras Jamaica y por delante de Rusia (bronce), siendo sus compañeras de equipo: Shanta Ghosh, Claudia Marx y Florence Ekpo-Umoh.
Además ha ganado otras medallas en la misma prueba y también en los 400 metros lisos.